# Eiphosoma maculicoxa
Eiphosoma maculicoxa là một loài tò vò trong họ Ichneumonidae.